# Daniel Jutras
Pour les articles homonymes, voir Jutras.
Daniel Jutras est un avocat et universitaire canadien spécialisé en droit civil et comparé et actuel recteur de l'Université de Montréal  (Québec, Canada),,,.

## Carrière

### Professeur et conseiller juridique
Jutras est devenu membre du Barreau du Québec en 1984. De 1985 à 2020, il enseigne le droit à l'Université McGill. Pendant son séjour à McGill, il devient directeur de l'Institut de droit comparé de 1998 à 2002, doyen de la Faculté de droit de McGill de 2009 à 2016 et occupe la Chaire Wainwright en droit civil de 2010 à 2020.
Jutras est conseiller juridique exécutif de la juge en chef de la Cour suprême du Canada, la très honorable Beverley McLachlin, de 2002 à 2004.

### Recteur d'université
À l'issue d'un processus de consultation de 10 mois, Jutras est choisi comme successeur de Guy Breton à titre de recteur de l'Université de Montréal. Il commence son mandat de 5 ans le 1er juin 2020. 

## Distinctions honorifiques
- Médaille du couronnement de Charles III (2025)[8]
- Chevalier de l'Ordre des Palmes académiques (2024)[9]
- Officier de l'Ordre du Canada (2020)[1],[2]
- Médaille du jubilé de diamant de la reine Élisabeth II (2013)[1]

En 2014, il reçoit la distinction Advocatus émérite du Barreau du Québec,.
En 2016, il reçoit le Mérite du Barreau du Québec.

## Vie privée
Jutras est marié à Manon Savard, juge en chef du Québec,.